# 井上ゴム工業
井上ゴム工業株式会社（いのうえゴムこうぎょう、登記上は井上護謨工業）は、IRCブランドを展開するオートバイ、自転車、車椅子用タイヤメーカー。本社は、愛知県名古屋市中村区。
イノアックコーポレーション系で、イノアックグループの源流企業。他の大手タイヤメーカーとは異なり、自動車用のタイヤを製造していないが、自転車用タイヤに強く、オートバイ向けのスノータイヤなど他社では造り得ない特徴を持つ製品を送り出す。

## 沿革
- 1926年（大正15年） - 井上護謨製造所を創業[1]。
- 1934年（昭和9年）　- 自転車用タイヤ、チューブの輸出開始。
- 1938年（昭和13年） - 株式会社に組織変更し、井上護謨工業株式会社となる。
- 1945年（昭和20年） - 一宮工場を設立（愛知県一宮市）。再生ゴム、タイヤコードの生産を開始。
- 1946年（昭和21年） - 千種バルブを設立（愛知県名古屋市千種）。
- 1948年（昭和23年） - 東京都中央区に東京営業所を設立。営業拠点の拡張を図る。
- 1952年（昭和27年） - オートバイ用タイヤの生産開始。
- 1953年（昭和28年） - ビニールホースなど合成樹脂製品の生産開始。
- 1954年（昭和29年） - 船方工場生産開始（愛知県名古屋市船方）。高松宮宣仁親王が船方工場を視察。西ドイツのバイエルと技術提携し「エム・テー・ピー化成株式会社」を設立、日本で初めてウレタンフォームの生産を開始。
- 1959年（昭和34年） - ARI設立（スリランカ）。
- 1961年（昭和36年） - 西濃ゴム化学株式会社を設立（岐阜県揖斐郡）。中川工場にてオートバイタイヤの製造開始（愛知県名古屋市中川）。
- 1962年（昭和37年） - 岐阜県揖斐郡の西濃工場にて自転車用タイヤの製造開始。
- 1963年（昭和38年） - 金星行と技術提携（カンボジア）。
- 1964年（昭和39年） - 宮城県に東北井上ゴム工業株式会社が稼働。自転車用チューブを製造。
- 1966年（昭和41年） - 九州井上ゴム化学株式会社を設立（熊本県）。ニューヨーク事務所を開設（米国）。
- 1967年（昭和42年） - ヤサを設立（イラン）。
- 1969年（昭和44年） - 東北井上ゴム工業株式会社若柳工場が稼働（宮城県若柳町）。自転車用タイヤとチューブの生産を開始。
- 1970年（昭和45年） - IRCTを設立（タイ）。同社でオートバイ用タイヤの生産を開始。
- 1971年（昭和46年） - Gajah Tunggal（GT）と技術提携（インドネシア）。健大（ケンダ）と技術提携（台湾）。
- 1973年（昭和48年） - 韓国井上ゴム化成株式会社を設立（韓国）。
- 1974年（昭和49年） - ロサンゼルス事務所を開設（米国）。
- 1975年（昭和50年） - アンラスと技術提携（トルコ）。
- 1980年 (昭和55年）- 工業用ゴム・プラスチック部門と「エム・テー・ピー化成株式会社」が合併し、「井上エムテーピー株式会社」を設立。
- 1986年（昭和61年） - FKRMと技術提携（マレーシア）。
- 1987年（昭和62年） - PT IRCを設立（インドネシア）。
- 1990年 (平成2年) - 「井上エムテーピー株式会社」が「株式会社イノアックコーポレーション」に商号を変更。
- 1994年（平成6年）　- サンフランシスコ事務所を開設（米国）。ヤズドに技術援助（イラン）。
- 1997年（平成9年）　- ベトナムでIRVを設立。同社でオートバイ用タイヤとチューブの生産を開始。
- 2000年（平成12年） - 岐阜県に株式会社BIMCを設立。オートバイ用タイヤの生産を開始。
- 2001年（平成13年） - INNOVAと業務提携（中国）。
- 2010年（平成22年） - 東京事務所を開設。中国事務所を開設（浙江省平湖市）。
- 2015年（平成27年） - 池田物流センターを開設（岐阜県揖斐郡）。北米事務所を開設（カリフォルニア州）。IRVにて自転車用タイヤの生産を開始（ベトナム）。
- 2017年（平成29年） - シンガポール事務所を開設（IRCA）。株式会社イノアック琉球。
- 2018年（平成30年） - 神野R&Dセンターを開設（愛知県岩倉市）。株式会社東北イノアック築館工場を設立。
- 2019年（平成31年） - 株式会社九州イノアックが福岡県行橋市に本社を移転。

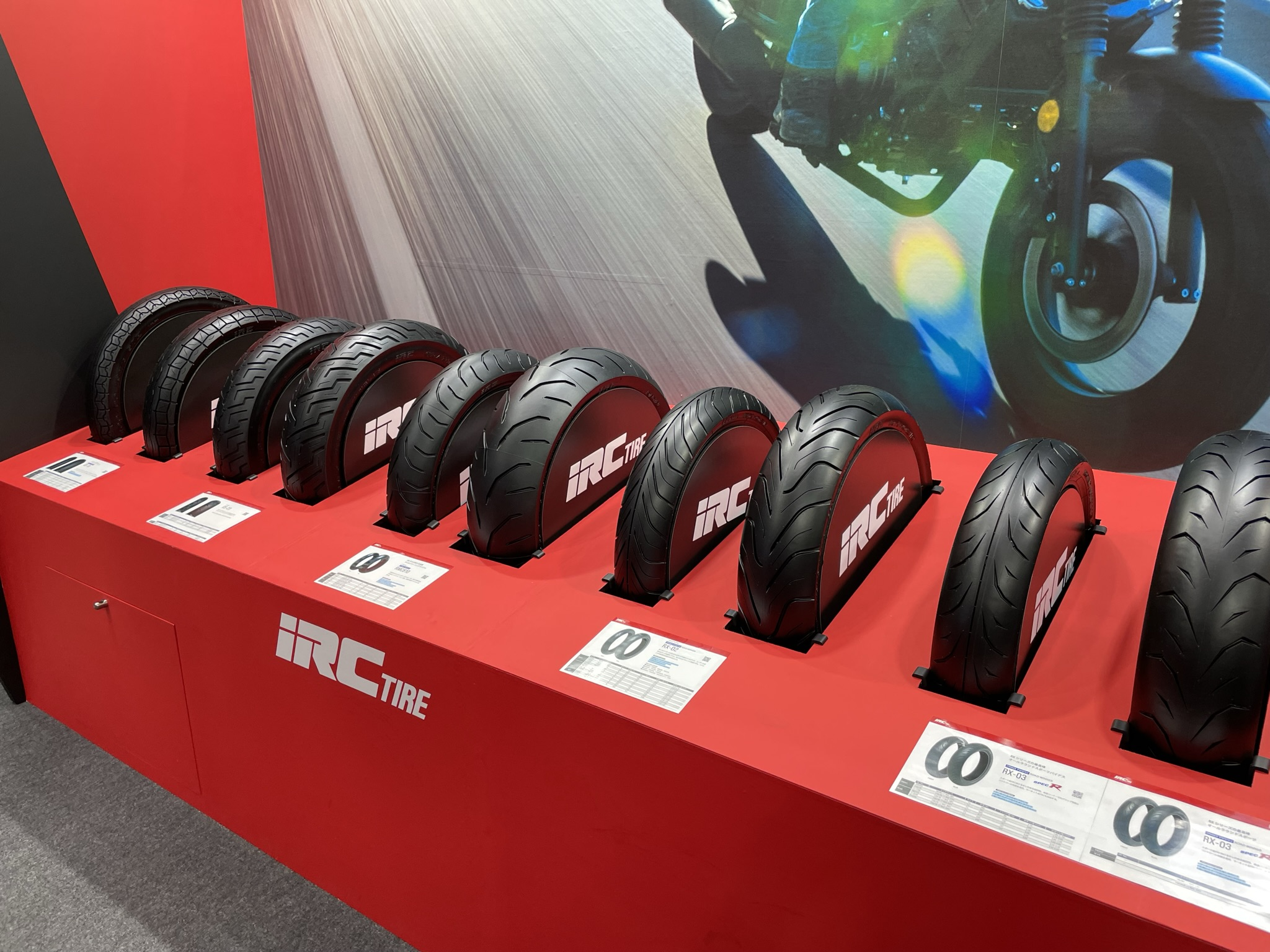
IRC社製のバイク向けタイヤ

## 製品の特徴
- 主力のオートバイ用タイヤとしては、オンロード用ラジアルタイヤを除く各種車種向けタイヤを幅広くラインナップしている。とくにホンダ・スーパーカブなどのビジネスバイク用タイヤやスクーター用小径タイヤを豊富に用意していることが特徴（初代スーパーカブに初めて純正装着されたタイヤが同社製）。
- 1976年から現在も発売されている「GS-11」は北米のレイングルーブに影響されないハンドリングを実現するため、現地での調査とテストを繰り返して開発。1976年の発売と同時に大型自動二輪の完成車に純正装着された。
- 1980年代後半に粉塵問題のため禁止されたスパイクタイヤに代わるタイヤの開発を当時の郵政省からの要請を受け、スノータイヤの開発が始まる。開発段階では手彫りしたタイヤを日本各地の雪道とスケートリンクでテスト。3年間の開発期間を経て、世界初の自動二輪用スノータイヤ「SN12」を開発。現在も主に通勤・ビジネス系の自動二輪用のスノータイヤを販売している。
- 1983年から現在も販売されているエンデューロレース用タイヤ「VE-33」。エンデューロレースにおいて「迷ったらVE-33」と言われているほどライダーから高い支持を集めているロングセラーモデル。
- エンデューロ競技用タイヤ「iX-09W」は泥つまり対策としてトライアルタイヤのブロックを間引きしていたエンデューロライダーがいたことをヒントに、見た目はモトクロスタイヤでも中身はトライアルタイヤという発想のもと開発。「ヤモリ」のごとく張り付く高い走破性は大きな話題となり、エンデューロレースの難度を格段に低めることに貢献した。
- 以前はオンロード大排気量車向けのラジアルタイヤも生産していたが、2007年に撤退。しかし、2017年8月よりツーリングラジアルタイヤ「RMC810」を発売して大排気量向けラジアルタイヤ市場に再び参入した。
- 本田技研工業が開発したパンク防止チューブ「タフアップチューブ」や、耐摩耗性を向上させた製品も手がけている。
- 自転車用タイヤとしては一般品のほかロードレーサー用の高品位タイヤも製造する。
- 車いすバスケットボールや車いすテニス競技用のハイグリップタイヤも製造する。

## 海外展開
中国や韓国をはじめ、タイやベトナムなどの東南アジアにも、積極的に製造販売拠点を展開している。2015年に北米事務所をカリフォルニア州に開設。
- タイ - INOUE RUBBER (THAILAND) PUBLIC CO., LTD. （IRCT）
- タイ - INOAC (THAILAND) CO., LTD. R&D CENTER （ITH）
- ベトナム（ハノイ）- INOUE RUBBER VIETNAM CO., LTD. （IRV）
- 米国（カリフォルニア州）- IRC USA Office
- 中国（浙江省平湖市）- INNOVA RUBBER (BENGBU) CO., LTD. (INNOVA)
- シンガポール - ASIAN INOUE RUBBER PTE., LTD.（AIR）
- インドネシア - PT IRC GAJAH TUNGGAL MANUFACTURING INDONESIA（IGM）